# Giulio Gaudini
Giulio Gaudini (Roma, 28 settembre 1904 – Roma, 6 gennaio 1948) è stato uno schermidore italiano, specializzato nella sciabola e nel fioretto. Ha partecipato a tre edizioni dei Giochi olimpici, vincendo complessivamente nove medaglie di cui tre d'oro.

## Memoria
Alla sua morte il Corriere dello sport organizzò una sottoscrizione per erigere in suo ricordo un cippo marmoreo, a Gaudini è inoltre intitolata una via nella seconda municipalità di Roma e una delle squadre di scherma capitoline.

## Palmarès
In carriera ha ottenuto i seguenti risultati:

### Giochi olimpici
Individuale
- Oro nel fioretto a Berlino 1936
- Argento nella sciabola a Los Angeles 1932
- Bronzo nel fioretto ad Amsterdam 1928
- Bronzo nel fioretto a Los Angeles 1932

A squadre
- Oro nel fioretto ad Amsterdam 1928[N 2]
- Oro nel fioretto a Berlino 1936[N 3]
- Argento nel fioretto a Los Angeles 1932
- Argento nella sciabola a Los Angeles 1932
- Argento nella sciabola a Berlino 1936

### Mondiali
Individuale
- Oro nel fioretto a Liegi 1930
- Oro nel fioretto a Varsavia 1934
- Argento nel fioretto a Budapest 1933
- Argento nella sciabola a Varsavia 1934
- Bronzo nel fioretto a Napoli 1929
- Bronzo nella sciabola a Budapest 1933

A squadre
- Oro nel fioretto a Napoli 1929
- Oro nel fioretto a Liegi 1930
- Oro nel fioretto a Vienna 1931
- Oro nel fioretto a Varsavia 1934
- Oro nel fioretto a Losanna 1935
- Oro nella sciabola a Pieštany 1938
- Argento nella sciabola a Liegi 1930
- Argento nella sciabola a Vienna 1931
- Argento nella sciabola a Budapest 1933
- Argento nella sciabola a Varsavia 1934
- Argento nella sciabola a Losanna 1935

### Campionati italiani
Individuale
- Oro nella sciabola nel 1938

A squadre

## Riconoscimenti
- Nel maggio 2015, una targa dedicata a Gaudini fu inserita nella Walk of Fame dello sport italiano al parco olimpico del Foro Italico a Roma, riservata agli ex-atleti italiani che si sono distinti in campo internazionale.[1][2]